# 矢尾一樹
矢尾 一樹（やお かずき、1959年〈昭和34年〉6月17日 - ）は、日本の声優、俳優、ナレーター。石川県金沢市出身。
最初の妻は声優の冨永みーな、現在の妻は女優の林なつき。

## 略歴
子供の頃は親が冗談で「あなたは拾ってきた子なのよ」と言うのを信じていたくらい家族の中で突然変異のような感じだったという。当時はいたずらっ子であり、2015年時点でも変わらないようで劇団の先輩に、「一樹は昔と変わっていないよ」と言われるという。幼少時は、友人と秘密基地を作ったり外で遊んだりと活発な子供で、テレビはあまり見ていなかった。また、父親が国家公務員ということもあり、3年ごとに転勤があったため、各地を転々としていた。中学2年生の頃に東京に転勤したことで、入居することになった官舎が狭かったことからテレビは置かないということになり、しばらくテレビのない生活を送る。その頃に4歳年上の姉と母親がミュージカルや芝居が好きだったため、矢尾も2人に同行し、見に行っていた。そんな中、当時ウィリアム・シェイクスピア劇を歌舞伎俳優が演じるのが流行しており、河原崎権十郎主演のシェイクスピア劇を観賞。その千秋楽での舞台挨拶を見た際に「舞台俳優になりたい」という思いを固める。國學院大學久我山高等学校を卒業し、國學院大學文学部哲学科に進学すると同時に、同級生の女性の中に赤星昇一郎の妹がいたため、彼女の伝手を頼り、平光琢也が主宰する「劇団摩天楼」の稽古場に通うようになり、スタッフとして2、3作品に関わった後、役者として舞台に立つ。同じ劇団の先輩に郷田ほづみがいた。
その後、同大学を中退。そこの劇団は、小劇団としては人気のあった方だったが、赤字にならない程度で収入にはならなかった。しばらくは、アルバイトと並行しながら演劇活動を行うが、「このままじゃいけない」と思った矢尾は、スタッフに相談するとプロダクションを紹介され、テレビドラマや映画の仕事を得るようになる。顔出しでのデビューは『火曜サスペンス劇場』。その中でアニメのオーディションに受かり、1984年、OVA『BIRTH』のシュルギ・ナム役で声優デビューした。当然、アテレコなど未経験で、主演ではあったものの右も左もわからない状態で、ディレクターの指示の中に含まれた専門用語さえわからなかったが、そこで共演した戸田恵子と八奈見乗児に助けられ、現在でも二人を恩師として尊敬している。
1985年にテレビアニメ『超獣機神ダンクーガ』に藤原忍役で出演。同作品は矢尾の中で一番記憶に残っている作品であり、アニメのキャラクターを演じるとはどういうことかがわかっていった作品だったと語っている。また、忍のセリフでもある「やってやるぜ!」は矢尾の代名詞とも言えるものであり、他作品でしばしば引用される。アーケードゲーム『カイザーナックル』では「やってやるぜ!」のほか、「ダンクーガ!」と叫ぶシーンもある。この他、「YATTE YARUZE!」という曲があり、アルバム収録されている。
東京俳優生活協同組合、エムカンパニー、シグマ・セブン（2004年5月20日 - 2009年5月）を経て、2009年6月1日よりマック・ミック所属（後に業務提携となった）。2025年8月1日マック・ミック公式ホームページよりプロフィールが削除された。

## 人物・特色
テレビアニメ、映画、特撮、吹き替えなどで活躍。
舞台にも数多く出演、音楽活動をしている。
モットーは「肉体的にも精神的にも"元気"でいること」。
二枚目のヒーロー役、冷徹な悪役、コミカルなキャラクターまで様々な役を演じている。転機になったのはデビュー当初演じていたさわやかヒーロー系から悪役、クセのある役が増えていったことである。さわやかヒーロー系のキャラクターは必ず台本の最後がカタカナで3つ以上さわやかに笑うシーンで終わり、海で女の子と水をかけ合っているような、さわやかな笑いが非常に難しかった。何かの作品で悪役の笑いをしていた時は、ものすごくしっくりきたという。悪役だが、セリフ一つとってみても、色々な演技が試せることからきちんと筋が通っている役のほうが面白いという。
趣味、特技は剣道二段、剣武道初段、ギター、バスケットボールなど。
イベントなどで登場する際の派手目の衣装はほとんどが自前であり、毛皮製品や靴の収集が趣味である。声優界では「矢尾さんと言えば短パン（ショートパンツ）」と言われる程、普段着として穿いており、多少寒くても冬本番まで我慢する程である。
自他ともに認める酒豪。ラジオ番組で自身の曲の替え歌を募集した際に、リスナーからそれを揶揄するような内容の替え歌『夜更けの酔っ払い』を投稿されるが、内容を気に入り採用される（採用者には本人が本レコーディングしたその曲のテープを送るという企画だった）。なお、舞台期間中は禁酒したりと、状況に応じて控えている。

## エピソード
アルケミスト主催のイベントでも同社ゲームで共演した釘宮理恵になり切り、観客の爆笑を誘った。
子供の頃はホースやメーターなどが作動する姿を見て、バキュームカーの運転手に憧れていたという。
『男はつらいよ』の寅さんこと車寅次郎のファンで、『忍者戦隊カクレンジャー』でニンジャマンを演じた時に「それをいっちゃーおしめーよー」と寅次郎のセリフをアドリブで挿入したところ、そのまま採用された。
富士見ファンタジア文庫から、彼をモデルとした小説作品『眠り姫からの手紙（ラブレター）-夢探偵・矢尾一気』（園田英樹作・1988）が出版されている。
飲みに出かけた先で『銀河英雄伝説』のパーティが催されていた際、「あれだけ出演声優がいる作品なら自分も出ているだろう」と飛び入り参加したが、実は出演していなかった。しかし、ずっと後になって『銀河英雄伝説外伝』ヒューズ役にてキャスティングされる。
2006年1月30日に、TVアニメ『ブラック・ジャック』の「karte:56 縫い目皮膚の提供者」でB・Jの幼馴染役、タカシとして出演したが、B・J役の大塚明夫とは実際に旧友（高校の同級生）であったという。「30歳までに街で声をかけられるような役者になれなければ引退する」とインタビューで答えていた。
『夕やけニャンニャン』の後番組として始まった学園バラエティー「桃色学園都市宣言」の「曙橋みすずや学園」に出演。当時30歳目前にして学ランを着て高校生の役を演じた。主人公の担任教師役は本木雅弘だったのだが、矢尾の方が年上である。役名は「藤原マサル」。マサルの字は初期に「勝」後期に「優」の両方でクレジットされた。
『NG騎士ラムネ&40』のダ・サイダー役は第1話のアフレコ現場で聞かされた。矢尾は当初ダ・サイダーのダジャレの設定は受け入れられず、ミスキャストとも思い嫌だったが、やるにつれ楽しくなってきたという。打ち入りの席で「全員が笑うようなダジャレを一つでいいから言わせてほしい」と挨拶するも、あかほりさとるから「ダ・サイダーのダジャレというのは、おもしろくちゃいけないんです。おもしろくないダジャレを連発するからダ・サイダーなんです」と言われ、自分はダ・サイダーの役を理解できていなかったと愕然としたという。打ち上げの席では、「最終回でのダ・サイダーをダジャレを考えた奴の顔が見てみたい」と挨拶してしまったという。 
『ONE PIECE』の原作者の尾田栄一郎とは矢尾がジャンゴ役で出演してからの友人関係にあり、尾田を「栄一郎」と呼んでいる。彼がアニメで声をあてているフランキーは彼自身がモデルである。矢尾は、尾田を全国のオカマバーに連れていったことがボン・クレー誕生につながったと語っている。
フランキーはコーラを好物・燃料としているが、本人は甘いものが苦手としている。田中真弓と『ONE PIECE』の企画で作ったレストランで周りに気付かれながらも食事をしていたところ、アイスティーを飲んだら子供に「あぁ、コーラじゃないんだ…!」と驚愕・失望されてしまった。矢尾自身もショックを受けたといい、子供の前ではコーラしか飲まないようにしているという。矢尾は「フランキーに憧れている子供の夢を壊しちゃいけない」と語り、「フランキーを演じることによって、俺も成長させてもらったのかなと思う」と述べている。
『ハーメルンのバイオリン弾き』のドラマCDと劇場版で演じた主人公のハーメルを気に入っており、アニメ化の際に「原作とは作風が違うから」と降ろされた時はかなり悔しがっていたらしい。
凄いと思う声優に肝付兼太（『NG騎士ラムネ&40』『燃えろ!!ロボコン』などで共演）を挙げており、肝付の没後の2017年に公開した『それいけ!アンパンマン』の劇場版『ブルブルの宝探し大冒険!』からホラーマン役の後任を担当している。引き継ぎ時のコメントで「肝さんの足下にも及ばないけど肝さんの大きな背中を追いかけながら演ってたら、肝さんが俺の背中を包んでくれた様な気がしまふた。」としているが、引き継ぎ後しばらくしてのインタビューで矢尾は「やればやるほど、その偉大さに打ちのめされそうになります。（肝付の芝居は）自然ですよね。あのほんわかとした雰囲気が出せなくて苦労しています。気合いを入れれば入れるほどカチっとしてしまうんですよね……。本当にどうすれば肝付さんに追いつけるんだろう。今は、それを考えながら追いかけ続けています。58歳になって、いまだ挑戦の日々ですよ。」と語っており、肝付に近づくために苦労していることを明かした。

### ガンダム関連
『機動戦士Ζガンダム』で、主人公のカミーユ・ビダン役のオーディションに参加しているが不採用となり、シリーズ後半にゲーツ・キャパ他2役を演じている。この時も『機動戦士ガンダムΖΖ』のジュドー・アーシタ役のオーディションを受けに来たが、一度は不採用となり、代わりにこのゲーツ役を貰ったと後に本人が語っている。その後ジュドー役を射止めるが、当時のジュドーの演技に関してはかなり不本意だったとし、「下手糞」「演じ分けができてない」「もっと見せ場を上手く演じたかった」など後悔する発言が多い。
『機動戦士ガンダムF91』のザビーネ・シャル役を演じる予定があったものの、急遽変更になったことがある。本人も後にラジオ番組で「知らないうちに降板になっていた」と驚いていた。
『Ζ』『ΖΖ』以外のガンダム作品にも、ゲーム『SDガンダム GGENERATION』のケイン・ダナート役とグレイ・ストーク役、『機動戦士ガンダム00』のアーバ・リント少佐役で出演している。

## 出演
太字はメインキャラクター。

### テレビアニメ
1983年
- みゆき（野球部員、生徒）

1985年
- 機動戦士Ζガンダム（ゲーツ・キャパ、アジス・アジバ、ソラマ）
- キャプテン翼（アントニオ、ヘフナー）
- 超獣機神ダンクーガ（藤原忍）

1986年
- 機動戦士ガンダムΖΖ（1986年 - 1987年、ジュドー・アーシタ）
- 青春アニメ全集（津川竜哉）

1988年
- 燃える!お兄さん（国宝ケンイチ）

1990年
- 美味しんぼ（平井数夫）
- NG騎士ラムネ&40（1990年 - 1991年、ダ・サイダー）

1991年
- ジャンケンマン（1991年 - 1992年、オソダシ仮面）
- 横山光輝 三国志（1991年 - 1992年、呂布奉先）

1992年
- ボーイフレンド（曽笛亜樹良）
- 笑ゥせぇるすまん（ヤンキー）

1993年
- 南国少年パプワくん（トウキョウ）

1994年
- 赤ずきんチャチャ（ネズミキッド、バリトン）
- 銀河戦国群雄伝ライ（大覚屋師真）
- 剣勇伝説YAIBA（ゲッコー）
- それいけ!アンパンマン（1994年 - 2024年、ノリノリのりへい、カッターくん、ちょうちん平次、ホラーマン〈2代目〉、ちょいワルチーズ）

1995年
- 愛天使伝説ウェディングピーチ（プリュイ）
- あずきちゃん（ケンの父）
- ストリートファイターII V（フェイロン）
- ヤンボウ ニンボウ トンボウ（ハリネズミ博士）

1996年
- VS騎士ラムネ&40炎（ダ・サイダー）
- 超者ライディーン（ルーシュ・デ・モン / 神無聖月）
- 魔法少女プリティサミー（河合銀次）
- 名探偵コナン（1996年 - 2017年、上村直樹、宍戸健一、嘉納、倉本耀治、香原風雅 / 田中祥太、トビー・ケインズ、矢口明彦、氷室礼二、梶芳銀次）
- YAT安心!宇宙旅行（ロック）

1997年
- VIRUS -VIRUS BUSTER SERGE-（リョウ、ブレインリザード、ライアル）
- HARELUYA II BØY（天草鬼郎、丸鬼戸零二）
- マスターモスキートン'99（サンジェルマン伯爵）

1998年
- 頭文字D（1998年 - 2014年、池谷浩一郎） - 5シリーズ
- 金田一少年の事件簿（1998年 - 2000年、猪川将佐、能代乙彦、京極浩二郎、寺山十造、海老沢弓夫）
- Night Walker -真夜中の探偵-（ギメル）
- 熱沙の覇王ガンダーラ（デビット、クライザー）

1999年
- こちら葛飾区亀有公園前派出所（日暮起男）
- コレクター・ユイ（春日伸一）
- GTO（冴島俊行）
- HUNTER×HUNTER（第1作）（クラピカの師匠）
- ビーストウォーズネオ 超生命体トランスフォーマー（セイバーバック、グレートコンボイ）
- ビックリマン2000（巻忍具、W墓戯〈悪〉）
- ベターマン（ボダイジュ）
- モンスターファーム シリーズ（1999年 - 2000年、疾風のライガー） - 2シリーズ

2000年
- 機巧奇傳ヒヲウ戦記（バート）
- 銀装騎攻オーディアン（オロ〈ルーファス〉）
- ゾイド -ZOIDS-（スティンガー）
- デジモンアドベンチャー02（イガモン）
- ONE PIECE（2000年 - 2024年、フランキー〈初代〉、Mr.2・ボン・クレー、ジャンゴ、偽そげキング〈マウンブルテン〉、紳士、タブレット） - 1シリーズ + 特別編9作品

2001年
- 魔法少女猫たると（洛雁）

2002年
- 花田少年史（花田大路郎、飲み屋の客、男達）
- 満月をさがして（三枝）

2003年
- R.O.D -THE TV-（ウェーバー）
- アストロボーイ・鉄腕アトム（スカンク草井）
- F-ZERO ファルコン伝説（2003年 - 2004年、ジャック レビン）
- 金色のガッシュベル!!（ステング）
- 時空冒険記ゼントリックス（クオンタム）
- 獣兵衛忍風帖 龍宝玉篇（蝙蝠）
- ななか6/17（大魔王）
- 鋼の錬金術師（2003年 - 2004年、ヨキ中尉）
- みさきクロニクル〜ダイバージェンス・イヴ〜（石川五右衛門）

2004年
- アガサ・クリスティーの名探偵ポワロとマープル（デズモンド）
- グレネーダー 〜ほほえみの閃士〜（白尾神之進）
- 絢爛舞踏祭 ザ・マーズ・デイブレイク（クロウリー）
- サムライガン（鬼丸）
- スウィート・ヴァレリアン（田沼金次郎 / ストレス団ボス）
- 天上天下（俵文七）
- MONSTER（殺人犯）

2005年
- 創聖のアクエリオン（戦翅・両翅〈モロハ〉）
- MÄR-メルヘヴン-（長靴を履いた猫）
- 雪の女王（モーリー）

2006年
- おろしたてミュージカル 練馬大根ブラザーズ（大泉首相）
- 機神咆吼デモンベイン（ティベリウス）
- きらりん☆レボリューション（シュークリーム坂田）
- ケロロ軍曹（ゾルル兵長）
- 史上最強の弟子ケンイチ（武田一基）
- NANA（松尾）
- ブラック・ジャック（タカシ）
- まじめにふまじめ かいけつゾロリ（ナイカモネ）

2007年
- 逆境無頼カイジ（北見）
- CODE-E（2007年 - 2008年、柊登喜雄） - 2シリーズ
- シグルイ（岩本虎眼）
- 獣装機攻ダンクーガノヴァ（F. S.）
- DEATH NOTE（シドウ、万引き犯、男）
- デュエル・マスターズ シリーズ（2007年 - 2010年、ジューン、ケロディ） - 4シリーズ
- 魔人探偵脳噛ネウロ（早乙女國春）
- メイプルストーリー（ゴッドフリード）

2008年
- RD 潜脳調査室（アユム、安藤イエヒト）
- ウルトラヴァイオレット コード044（フランコ）
- GUNSLINGER GIRL -IL TEATRINO-（マルコー）
- 機動戦士ガンダム00 セカンドシーズン（アーバ・リント）
- テイルズ オブ ジ アビス（ディスト）
- ねぎぼうずのあさたろう（ほしがきのたねぞう）
- ポケットモンスター ダイヤモンド&パール（トウガン）

2009年
- 犬夜叉 完結編（花皇）
- VIPER'S CREED（ウツギ）
- スレイヤーズEVOLUTION-R（デュラハンB）
- ドラえもん（テレビ朝日版第2期）（不良A）
- 鋼の錬金術師 FULLMETAL ALCHEMIST（ヨキ中尉、駅員）

2011年
- ウルヴァリン（黒萩秀樹）
- デジモンクロスウォーズ 悪のデスジェネラルと七つの王国（ザミエールモン）
- NARUTO -ナルト- 疾風伝（スイカ）
- HUNTER×HUNTER（第2作）（マジタニ）

2012年
- SKET DANCE（ワロスワロスわらびもち）
- 聖闘士星矢Ω（2012年 - 2014年、ハービンジャー）

2013年
- ガイストクラッシャー（アルーミ）
- 京騒戯画（宮司）
- 獣旋バトル モンスーノ（アルファ）

2017年
- 鬼平（文吉）

2018年
- パズドラ（2018年 - 2020年、店長）
- 走り続けてよかったって。（講師1）

2020年
- ハクション大魔王2020（犬神ミラノ）

2024年
- MFゴースト（池谷）

### 劇場アニメ
1980年代
- キャプテン翼 ヨーロッパ大決戦（1985年、ヘフナー）
- キャプテン翼 危うし! 全日本Jr.（1985年、ヘフナー）
- ウインダリア（1986年、トレル）
- キャプテン翼 世界大決戦!! Jr.ワールドカップ（1986年、ヘフナー）
- 県立海空高校野球部員山下たろーくん（1988年、新開）
- 機動戦士SDガンダムの逆襲（1989年）
- 機動戦士SDガンダムの逆襲 嵐を呼ぶ学園祭（1989年、ジュドー）
- 機動戦士SDガンダムの逆襲 SD戦国伝 暴終空城の章（1989年、駄舞留精太）
- シティーハンター 愛と宿命のマグナム（1989年、ギュンター）

1990年代
- 風の名はアムネジア（1990年、ワタル）
- アルスラーン戦記（1991年、ギーヴ）
- アルスラーン戦記II（1992年、ギーヴ）
- ろくでなしBLUES 1993（1993年、小兵二）
- はじまりの冒険者たち レジェンド・オブ・クリスタニア（1995年、オーヴィル）
- スレイヤーズRETURN（1996年、ザッハード）
- ハーメルンのバイオリン弾き（1996年、ハーメル）
- エルマーの冒険（1997年、イノシシA）
- 金田一少年の事件簿2 殺戮のディープブルー（1999年、沼田〈テロリスト〉）

2000年代
- 頭文字D Third Stage（2001年、池谷浩一郎）
- サクラ大戦 活動写真（2001年、清流院琴音）
- ギルステイン（2002年、リー・イガラシ）
- ONE PIECE 夢のサッカー王!（2002年、ジャンゴ、Mr.2・ボン・クレー）
- ONE PIECE めざせ! 海賊野球王（2004年、Mr.2・ボン・クレー）
- 劇場版xxxHOLiC 真夏ノ夜ノ夢（2005年）
- ONE PIECE エピソードオブアラバスタ 砂漠の王女と海賊たち（2007年、Mr.2・ボン・クレー）
- ONE PIECE THE MOVIE エピソードオブチョッパー+冬に咲く、奇跡の桜（2008年、フランキー）
- ONE PIECE FILM STRONG WORLD（2009年、フランキー）

2010年代
- ONE PIECE 3D 麦わらチェイス（2011年、フランキー）
- 映画 ベルセルク 黄金時代篇I - III（2012年 - 2013年、ガストン、ゲノン）
- ONE PIECE FILM Z（2012年、フランキー）
- ONE PIECE FILM GOLD（2016年、フランキー）
- それいけ!アンパンマン ブルブルの宝探し大冒険!（2017年、ホラーマン）
- ドラゴン・キングダム 〜 魔法の森と水晶の秘密 〜（2017年、アドラー）
- それいけ!アンパンマン かがやけ!クルンといのちの星（2018年、ホラーマン）
- 劇場版シティーハンター 〈新宿プライベート・アイズ〉（2019年、源さん）
- それいけ!アンパンマン きらめけ!アイスの国のバニラ姫（2019年、ホラーマン）
- ONE PIECE STAMPEDE（2019年、フランキー）

2020年代
- それいけ!アンパンマン ふわふわフワリーと雲の国（2021年、ホラーマン）
- ジュエルペット あたっくとらべる!（2022年、運転手）
- それいけ!アンパンマン ドロリンとバケ〜るカーニバル（2022年、ホラーマン）
- ONE PIECE FILM RED（2022年、フランキー）
- それいけ!アンパンマン ロボリィとぽかぽかプレゼント（2023年、ホラーマン）
- それいけ!アンパンマン ばいきんまんとえほんのルルン（2024年、ホラーマン）

### OVA
1984年
- BIRTH（シュルギ・ナム）

1986年
- ザ・ヒューマノイド　哀の惑星レザリア（エリック）
- 超獣機神ダンクーガ 失われた者たちへの鎮魂歌（藤原忍）
- トゥインクルハート 銀河系までとどかない（J.J）
- メガゾーン23 PARTII 秘密く・だ・さ・い（矢作省吾）

1987年
- エルフ・17（K・K）
- 禁断の黙示録 クリスタル・トライアングル（村上イサオ）
- 真魔神伝 バトルロイヤルハイスクール（兵頭力 / ビョウド）
- 戦国奇譚妖刀伝（織田信長）
- 超獣機神ダンクーガ GOD BLESS DANCOUGA（藤原忍）
- デッドヒート（マコト）
- ハイスクールAGENT（金森コースケ）
- 魔境外伝レディウス（ライオット・ジーナス）
- レリックアーマーLEGACIAM（サハロ）

1988年
- SD戦国伝（武者駄舞留精太）
- 現世守護神 ぴーひょろ一家（強太）
- 小助さま力丸さま -コンペイ島の竜-（部下B）
- トウキョウ・バイス（当麻順平）
- 遠山桜宇宙帖 奴の名はゴールド（ゴールド・ディザーズマウント）

1989年
- 機動戦士SDガンダム MARK-II（ジュドー）
- 虚無戦史MIROKU（夢幻美勒）
- 超獣機神ダンクーガ 白熱の終章（藤原忍）
- トップをねらえ!（スミス・トーレン）
- ぶっちぎり（高原陣）
- MEGAZONE23 III（ウォン・ダイ、レスター）
- 燃える!お兄さん（国宝憲一）

1990年
- 機動戦士SDガンダム MARK-III（ジュドー）
- 風魔の小次郎（死牙馬）
- 八神くんの家庭の事情（八神裕司）

1991年
- サムライダー（喉野郎）
- 創竜伝（1991年 - 1993年、水池真彦）
- BE-BOP-HIGHSCHOOL（郷ミノル）
- 暴走戦国史〜スペクター誕生!!（島田英治）
- 魍魎戦記MADARA（聖神邪）
- みどりの守り神（坂口五郎）
- 魔宮戦場（ジョー・タカガミ）

1992年
- 紅いハヤテ（伊達一角）
- うしおととら（十郎）
- BASTARD!! -暗黒の破壊神-（1992年 - 1993年、ダーク・シュナイダー）

1993年
- アルスラーン戦記（1993年 - 1995年、ギーヴ） - 3作品
- 今日から俺は!!（1993年 - 1996年、谷川）
- ブラック・ジャック（杉田）
- Rance〜砂漠のガーディアン〜（ランス）

1994年
- 高校武闘伝 クローズ（阪東ヒデト）
- 七都市物語 〜北極海戦線〜（チャールズ・コリン・モーブリッジ・ジュニア）
- ワイルド7（両国）

1996年
- いつかのメイン 雷少年・天太参上!（貴晶）
- ウェディングピーチDX（ベルフェゴール）
- マスターモスキートン（サンジェルマン伯爵）
- レジェンド・オブ・クリスタニア（オーヴィル）

1998年
- 銀河英雄伝説外伝 千億の星、千億の光（ウォーレン・ヒューズ）

1999年
- シーバス1-2-3（シーバス・スコッチ）

2000年
- AMON デビルマン黙示録（セーロス）

2001年
- 頭文字D Extra Stage インパクトブルーの彼方に…（池谷浩一郎）

2002年
- 頭文字D BATTLE STAGE（池谷浩一郎）
- 戦闘妖精雪風（トマホーク・ジョン）

2004年
- 頭文字D to the Next Stage 〜プロジェクトDへ向けて〜（池谷浩一郎）

2005年
- 天上天下 ULTIMATE FIGHT（俵文七）
- GUNDAM EVOLVE../10 MSZ-010 ΖΖ-GUNDAM（ジュドー・アーシタ）

2006年
- 愛天使伝説ウェディングピーチ 映像特典（プリュイ）

2007年
- 頭文字D BATTLE STAGE 2（池谷浩一郎）
- MURDER PRINCESS（ドミニコフ）

2008年
- 頭文字D Extra Stage 2 〜旅立ちのグリーン〜（池谷浩一郎）
- ONE PIECE ロマンス ドーン ストーリー（フランキー）

2009年
- 少女ファイト（本間豪徳）

2012年
- 史上最強の弟子ケンイチ（2012年 - 2014年、武田一基） - 2作品

### Webアニメ
- 京騒戯画（2011年、げじげじ）

### ゲーム
1991年
- アーネスト・エバンス（アーネスト・エバンス）

1992年
- スプリガン mark2（グレッグ少尉）
- 天外魔境II 卍MARU（足下兄弟、ツノ王、海牛法師、右のガーニン）
- ファージアスの邪皇帝（シド）
- BABEL（ゼル）

1993年
- アネット再び（アーネスト・エバンス）
- イースIV The Dawn of Ys（グルーダ）
- 天使の詩II 堕天使の選択（フェイト）
- 天外魔境 風雲カブキ伝（足下兄弟）
- トップをねらえ! トップをねらえ! GunBuster vol.2（スミス・トーレン）
- ミスティックフォーミュラ（ライデン）

1994年
- アンジェリーク（王立研究院責任者パスハ）
- カイザーナックル（和也）
- 風の伝説ザナドゥ（リュコス）
- ぷよぷよCD（サタンさま）

1995年
- 風の伝説ザナドゥII（リュコス）
- ガンナーズヘヴン（アクセル・ソニックス）
- デア ラングリッサー（レスター）
- リンダキューブ（ケン・チャレンジャー、ネク・グリーン）

1996年
- 新スーパーロボット大戦（藤原忍）
- 第4次スーパーロボット大戦S（藤原忍、ジュドー・アーシタ）
- ぷよぷよCD通（サタンさま / マスク・ド・サタン）
- ラストブロンクス -東京番外地-（工藤優作）

1997年
- スーパーロボットシューティング（藤原忍）
- スーパーロボット大戦F（藤原忍、ジュドー・アーシタ）
- スタンバイSay You!（ダイナスト）
- 天外魔境 第四の黙示録（Mr.アシモト、千の顔のロン・テリー、ダグラス、ハリウッドのマスコミ）
- ネクストキング 恋の千年王国（ニゲラ）
- 魔法少女プリティサミー 〜恐るべし身体測定! 核爆発5秒前!!〜（河合銀次）
- ラングリッサーI&II（レスター）
- リンダキューブ アゲイン（ケン・チャレンジャー、ネク・グリーン）

1998年
- AZITO2（ゴクアクブレーンタイプ6）
- エーベルージュ スペシャル 〜恋と魔法の学園生活〜（スタンベルク・バルセロス）
- SDガンダム GGENERATION（1998年 - 2025年、ジュドー・アーシタ、グレイ・ストーク、ケイン・ダナート） - 14作品
- OverBlood2（アカーノ・ブラーニ）
- 快速天使（雇われ剣士、エトス、老研究員、強化人間、戦闘員）
- サクラ大戦2 〜君、死にたもうことなかれ〜（清流院琴音）
- スーパーロボットスピリッツ（藤原忍）
- スーパーロボット大戦F 完結編（藤原忍、ジュドー・アーシタ、ゲーツ・キャパ）
- 魔法少女プリティサミー 〜ハートのきもち〜（河合銀次）
- ラングリッサー ドラマティックエディション（レスター）
- リンダキューブ 完全版（ケン・チャレンジャー、ネク・グリーン）

1999年
- VIRUS -THE BATTLE FIELD-（ブレインリザード）
- 俺の屍を越えてゆけ（ED曲ボーカルのみ）
- 爆走デコトラ伝説2 男人生夢一路（磐木）
- スーパーロボット大戦コンプリートボックス（ジュドー・アーシタ、ゲーツ・キャパ）

2000年
- あしたのジョー闘打 〜タイピング泪橋〜（ウルフ金串）
- 高機動幻想ガンパレード・マーチ（来須銀河）
- シーバス1-2-3 DESTINY! 運命を変える者!（シーバス・スコッチ）
- スーパーロボット大戦α（藤原忍、ジュドー・アーシタ、ゲーツ・キャパ）

2001年
- スーパーロボット大戦α外伝（藤原忍、ジュドー・アーシタ）
- スーパーロボット大戦α for Dreamcast（藤原忍、ジュドー・アーシタ、ゲーツ・キャパ）
- フェイバリットディア 円環の物語（堕天使イウヴァート）
- リアルロボットレジメント（藤原忍）
- ONE PIECE グランドバトル!（ジャンゴ）
- ONE PIECE とびだせ海賊団!（ジャンゴ、Mr.2・ボン・クレー）

2002年
- サクラ大戦4 〜恋せよ乙女〜（清流院琴音）
- スーパーロボット大戦IMPACT（藤原忍、ジュドー・アーシタ）
- スーパーロボット大戦GC（藤原忍、ジュドー・アーシタ）
- ルパン三世 魔術王の遺産（クルツ）
- ONE PIECE グランドバトル! 2（ジャンゴ、Mr.2ボン・クレー）
- ONE PIECE トレジャーバトル!（Mr.2・ボン・クレー）

2003年
- 頭文字D Special stage（池谷浩一郎）
- スーパーロボット大戦Scramble Commander（藤原忍、ジュドー・アーシタ）
- 第2次スーパーロボット大戦α（ジュドー・アーシタ）
- ONE PIECE オーシャンズドリーム（ジャンゴ、Mr.2・ボン・クレー）
- ONE PIECE グランドバトル! 3（Mr.2・ボン・クレー）

2004年
- 機神咆吼デモンベイン（ティベリウス）
- 機動戦士ガンダム ガンダムvs.Ζガンダム（ジュドー・アーシタ）
- 金色のガッシュベル!! 激闘!最強の魔物達（ステング）
- スーパーロボット大戦XO（藤原忍、ジュドー・アーシタ）
- スーパーロボット大戦MX（ジュドー・アーシタ）
- ONE PIECE ランドランド!（ジャンゴ、Mr.2・ボン・クレー）

2005年
- スーパーロボット大戦MX portable（ジュドー・アーシタ）
- 第3次スーパーロボット大戦α 終焉の銀河へ（藤原忍、ジュドー・アーシタ）
- テイルズ オブ ジ アビス（ディスト）
- 天外魔境III NAMIDA（足下兄弟）
- 鋼の錬金術師3 神を継ぐ少女（ヨキ）
- Fighting ONE PIECE（フランキー）
- ONE PIECE グラバト! RUSH（ジャンゴ、Mr.2・ボン・クレー）
- ONE PIECE パイレーツカーニバル（フランキー、Mr.2・ボン・クレー、ジャンゴ）

2006年
- 頭文字D STREET STAGE（池谷浩一郎）
- 機動戦士ガンダム クライマックスU.C.（ジュドー・アーシタ）
- 機神飛翔デモンベイン（ティベリウス）
- グローランサーV（ランディ）
- 天外魔境ZIRIA 遥かなるジパング（足下兄弟）

2007年
- 頭文字D ARCADE STAGE 4（池谷浩一郎）
- ガンダム無双（ジュドー・アーシタ）
- グローランサーVI（ランディ）
- スーパーロボット大戦Scramble Commander the 2nd（藤原忍）
- テイルズ オブ ファンダム Vol.2（死神ディスト）
- ONE PIECE アンリミテッドアドベンチャー（フランキー、Mr.2・ボン・クレー）
- ONE PIECE ギアスピリット（フランキー）

2008年
- 頭文字D EXTREME STAGE（池谷浩一郎）
- 機動戦士ガンダム ガンダムVS.ガンダム（ジュドー・アーシタ）
- ガンダム無双 Special（ジュドー・アーシタ）
- ガンダム無双2（ジュドー・アーシタ）
- 恋する乙女と守護の楯 -The shield of AIGIS-（課長）
- スーパーロボット大戦Aポータブル（ジュドー・アーシタ）
- スーパーロボット大戦Z（両翅）
- ONE PIECE アンリミテッドクルーズ エピソード1 -波に揺れる秘宝-（フランキー）
- ONE PIECE ワンピーベリーマッチ（フランキー、Mr.2・ボン・クレー）

2009年
- 機動戦士ガンダム ガンダムVS.ガンダムNEXT（ジュドー・アーシタ）
- スーパーロボット大戦NEO（ダ・サイダー）
- 鋼の錬金術師 FULLMETAL ALCHEMIST 黄昏の少女（ヨキ）
- ONE PIECE アンリミテッドクルーズ エピソード2 -目覚める勇者-（フランキー、Mr.2・ボン・クレー）

2010年
- Another Century's Episode:R（両翅）
- ガンダム無双3（ジュドー・アーシタ）
- 機動戦士ガンダム エクストリームバーサス（2010年 - 2016年、ジュドー・アーシタ） - 5作品
- 恋する乙女と守護の楯 Portable（課長）
- 無限のフロンティアEXCEED スーパーロボット大戦OGサーガ（マーク・ハンター）
- ONE PIECE ギガントバトル!（フランキー、Mr.2・ボン・クレー）

2011年
- 第2次スーパーロボット大戦Z 破界篇 / 再世篇（2011年 - 2012年、藤原忍、F.S.、アーバ・リント） - 2作品
- ONE PIECE ギガントバトル! 2 新世界（フランキー、Mr.2・ボン・クレー）
- ONE PIECE ワンピーベリーマッチIC（ジャンゴ）

2012年
- DEMONS' SCORE（アスモデウス）
- ヒーローズファンタジア（ゾルル兵長）
- 真剣で私に恋しなさい!S（長宗我部宗男）
- ワンピース 海賊無双（2012年 - 2020年、フランキー、Mr.2・ボン・クレー） - 4作品
- ワンピース ROMANCE DAWN 冒険の夜明け（フランキー、Mr.2・ボン・クレー）

2013年
- ガイストクラッシャー（アルーミ）
- 真・ガンダム無双（ジュドー・アーシタ）
- スーパーロボット大戦Operation Extend（ジュドー・アーシタ、藤原忍、ダ・サイダー）
- スーパーロボット大戦UX（ティベリウス）
- ONE PIECE アンリミテッドワールド レッド（フランキー）

2014年
- 第3次スーパーロボット大戦Z 時獄篇 / 天獄篇（2014年 - 2015年、F.S.） - 2作品
- ぷよぷよテトリス（エックス）
- 流線系エンカウンター 2nd Season（ラ・マーン）
- ONE PIECE 超グランドバトル! X（フランキー、Mr.2・ボン・クレー）
- ONE PIECE ワンピースキングス（フランキー、Mr.2・ボン・クレー、ジャンゴ）

2015年
- ガールフレンド（仮）（悪花男、悪侍）
- ONE PIECE トレジャークルーズ（フランキー、Mr.2・ボン・クレー）

2016年
- スーパーロボット大戦X-Ω（2016年 - 2020年、藤原忍、ジュドー・アーシタ、ダ・サイダー）
- ベルセルク無双（ガストン、ゲノン）

2017年
- スーパーロボット大戦V（ジュドー・アーシタ）
- ガンダムバーサス（ジュドー・アーシタ）
- BLESS（チヌワ・カムロゥ）
- アルケミアストーリー（紳士オーク）

2018年
- スーパーロボット大戦X（ジュドー・アーシタ）
- Friday the 13th: The Game（トミー・ジャーヴィス〈青年〉）
- 機動戦士ガンダム エクストリームバーサス2（2018年 - 2025年、ジュドー・アーシタ） - 4作品

2019年
- HUNTER×HUNTER グリードアドベンチャー（マジタニ）
- スーパーロボット大戦T（ジュドー・アーシタ）

2020年
- テイルズ オブ ザ レイズ（ディスト）
- インディヴィジブル 闇を祓う魂たち（マラ）
- 機動戦隊アイアンサーガ（藤原忍）
- ぷよぷよテトリス2（エックス）
- ぷよぷよ!!クエスト（エックス）

2021年
- 機動戦士ガンダム U.C. ENGAGE（2021年 - 2023年、ゲーツ・キャパ、アジス・アジバ、ジュドー・アーシタ）

2022年
- スーパーロボット大戦30（藤原忍） - DLC追加キャラクター
- 鋼の錬金術師 MOBILE（ヨキ）
- モンスターストライク（フランキー）
- SDガンダム バトルアライアンス（ジュドー・アーシタ）
- パズル&ドラゴンズ（2022年 - 2023年、フランキー、ジュドー・アーシタ）
- グランブルーファンタジー（フランキー）

2023年
- ONE PIECE ODYSSEY（フランキー、Mr.2・ボン・クレー）
- 機動戦士ガンダム アーセナルベース（ジュドー・アーシタ）

2024年
- 金色のガッシュベル!! 永遠の絆の仲間たち（ステング）
- スーパーロボット大戦DD（ジュドー・アーシタ）

### ドラマCD
シリーズ続巻タイトルは省略して表記（途中巻からの登場の場合は例外）
- アルスラーン戦記シリーズ（ギーヴ）
  - アルスラーン戦記1 - 7
  - アルスラーン戦記【第2部】1 - 3
- あのこに1000%シリーズ（杉本貴文）
  - あのこに1000%
  - あのこに1000%FINAL
- 頭文字Dシリーズ（池谷浩一郎）
  - 頭文字D番外編 女流最速伝説 インパクトブルーの彼方に…
  - オリジナルCDドラマ ロンリードライバー伝説
  - オリジナルCDドラマ 黒い稲妻・新たなる不敗伝説
- 浦安鉄筋家族
- エーベルージュ伝説 トリフェルズ魔法学園物語（スタンベルク）
- NG騎士ラムネ&40EX2 ユラユラ銀河帝国大混戦!
- 電撃ドラマCD餓狼伝説シリーズ（ジョー・ヒガシ）
  - 餓狼伝説2
  - 餓狼伝説スペシャル
- ガンダムオデッセイ（ジュドー・アーシタ）
- 奇談シリーズ（小一郎）
  - 幽玄少女奇談
  - 生誕祭奇談
  - 白拍子奇談
- 絢爛舞踏祭オリジナルドラマ1武勇号ディスク（クリサリス・ミルヒ）
- テレビアニメーション「機神咆吼デモンベイン」ドラマCD Vol.2（ティベリウス）
- アンジェリークシリーズ（王立研究院責任者パスハ）
  - アンジェリーク外伝 無限音階
  - アンジェリーク 帰ってきたRadioトーク2
  - アンジェリーク 帰ってきたRadioトーク3〜日記で一服!〜
  - アンジェリーク デュエット 〜飛空都市物語〜（パスハ）
- 高機動幻想ガンパレード・マーチ シリーズ（来須銀河）
  - 高機動幻想ガンパレード・マーチ キャラクタードラマCD みんなのがんぱれーどまーち
  - 高機動幻想ガンパレード・マーチ 夢散幻想
  - 高機動幻想ガンパレード・マーチ 英雄幻想
- ザ・キング・オブ・ファイターズ'94（ジョー・ヒガシ）
- サンライズワールド MISSION:3〜地球最後の日〜（ジュドー・アーシタ、ルーシュ・デ・モン）
- 獣装機攻ダンクーガノヴァシリーズ
  - EXTRA MISSION 1「あの時の月面決戦」（F. S.）
  - EXTRA MISSION 2「雪原に、吠えろ！ 獣戦機」（ツブレ屋主人、ナレーション）
- 天上の虹（大海人皇子/天武天皇）
- AMNESIA〜1995〜（TAKU）
- 風の伝説ザナドゥII ヒロイン達の誕生日（リュコス）
- シーバス1-2-3（シーバス・スコッチ）
- スタンバイSay You!インタラプト・ガール〜始動編〜（ダイナスト）
- 少女ファイト（本間豪徳）※コミックス第5巻 特装版付属CD
- 創竜伝（古田義国）
- ダーク・ダッシュ（OP・EDソング）
- TARAKOぱっぱらパラダイス（リュコス）
- 停電少女と羽蟲のオーケストラ 旋律、零。(紅楽）
- 天使禁猟区（加藤故）
  - ドラマCD 物質（アッシャー）界編-1 天使覚醒
  - ドラマCD 物質（アッシャー）界編-2 原罪回帰
- ぷよぷよ の〜てんSPECIAL（サタンさま / コネコネ大王）
- 北欧神話・伝説シリーズ（ロキ）
- 星くずパラダイスシリーズ（火屋ケンジ）
- 八神くんの家庭の事情（八神裕司、ウルトラエイト）
- ラストブロンクス（工藤優作）
- ドラマCD Ru/Li/Lu/Ra番外編 英雄様いらっしゃ〜い（ウイグル郷田）
- レジェンド・オブ・クリスタニア（オーヴィル）
- ワイルドアームズ アドヴァンスド3rd オリジナルドラマ（トッド・デュカキス）
- ハーメルンのバイオリン弾きシリーズ（ハーメル）
  - 少年ガンガンコミックCDコレクション ハーメルンのバイオリン弾き
  - 劇場版 ハーメルンのバイオリン弾き 〜ファンに捧げるサントラとドラマ〜
- BASTARD!! -暗黒の破壊神- 外伝 巻之一 - 巻之三（ダーク・シュナイダー）
- FALCOM SPECIAL BOX '95 CDドラマ 風の伝説ザナドゥII（リュコス）
- WHO AM 愛…Mou Man Tai
- ふしぎ遊戯（翼宿）
- 魍魎戦記MADARAシリーズ
  - 魍魎戦記MADARA 群雄編（聖神邪）
  - MADARA青ギルガメシュサーガ（ユダヤ）
  - 摩陀羅・転生編（犬彦綬陀矢）
- 夢みる眠り男（阿南研二）
- 辣韮（らっきょう）の皮 THE CD（部長）
- ルイの魔裁判2（ババウー）
- われら混線合唱団（藤枝美学）

### 吹き替え

#### 映画
- カンフーハッスル（サム組長〈チャン・クォックワン〉）
- go（サイモン・ベインズ〈デズモンド・アスキュー〉）
- サバイビング・ゲーム（メイソン〈アイス-T〉）
- シーズ・オール・ザット（ロン・ジェームズ〈アッシャー・レイモンド〉）
- シックス・デイ（ワイリー） ※日本テレビ版
- 13日の金曜日 PART8 ジェイソンN.Y.へ ※テレビ版
- スナッチ（フランキー"フォー・フィンガー"〈ベニチオ・デル・トロ〉）
- すべてをあなたに（レニー〈スティーヴ・ザーン〉）
- スリーパーズ（ジョン・ライリー〈ロン・エルダード〉） ※ソフト版
- ゾンビ・ハイスクール（ジョン〈ポール・フェイグ〉） ※フジテレビ版
- デンジャラス・マインド/卒業の日まで（エミリオ）
- ドリフト（ミゲル）
- トリプルX ネクスト・レベル（ジーク〈イグジビット〉） ※DVD版
- ビバリーヒルズ・ニンジャ（ゴベイ〈ロビン・ショウ〉）
- マーサ・ミーツ・ボーイズ（フランク〈ルーファス・シーウェル〉）
- メジャーリーグ（リッキー・ボーン〈チャーリー・シーン〉） ※日本テレビ版
- リプレイスメント（ナイジェル・グラフ〈リス・エヴァンス〉）
- ロストボーイ:ニューブラッド（エドガー・フロッグ）

#### ドラマ
- iCarly（ポンシー）
- ARROW/アロー（ヤオ・フェイ〈バイロン・マン〉）

#### アニメ
- アドベンチャー・タイム（ビリー）
- チャギントン（国王陛下、ストームメーカー）
- ビーストウォーズ 超生命体トランスフォーマー（スタースクリーム）

#### 人形劇
- 恐竜家族（ロビー・シンクレア）

### デジタルコミック
- シャドウニュート（2020年、ガザミ[82]）

### 特撮
1985年
- 勝手に!カミタマン（モスガの声）

1994年
- 忍者戦隊カクレンジャー（ニンジャマンの声）

1996年
- 激走戦隊カーレンジャー（OOバットンの声）

1997年
- ビーロボカブタック（デンデンローラーの声）
- ビーロボカブタック クリスマス大決戦!!（デンデンローラー）

1999年
- ボイスラッガー（ブザー魔の声）
- 燃えろ!!ロボコン（ロボボスの声、警官）
- 燃えろ!!ロボコンVSがんばれ!!ロボコン（ロボボスの声）

2001年
- 未来戦隊タイムレンジャーVSゴーゴーファイブ（ボリバルの声）

2005年
- 魔法戦隊マジレンジャー（冥府神二極神ドレイクの声）

2006年
- 轟轟戦隊ボウケンジャー（オウガの声）

2012年
- 海賊戦隊ゴーカイジャー（ニンジャマンの声〈45話・46話ゲスト〉）
- 非公認戦隊アキバレンジャー（謎の男〈ドクターZ / 都築丈博〉）

2013年
- 獣電戦隊キョウリュウジャー（ナガレボーシの声）

2015年
- 手裏剣戦隊ニンニンジャー（上級妖怪オボログルマの声）

2017年
- 仮面戦隊ゴライダー（トーテマの声）

2024年
- 忍者戦隊カクレンジャー 第三部・中年奮闘編（ニンジャマンの声）

### ラジオ
- アニメトピア（4代目コンビ時代に準レギュラー）[12]
- 押井守シアター ケルベロス鋼鉄の猟犬（シュテファン・エッフェンブルグ中尉）
- 一樹・巧のヤオメロミックス
- 一樹・モッチーのアニメロミックス（望月久代などと担当）
- 恋楯ラジオ 矢尾一樹・力丸乃りこ アイギス音泉支部!
- せっちゃんカックンの今夜はHタジー
- ポップス・アニメ情報局[12]→アニメ情報局ラジオマガジン→やってやるぜ情報局
- mamiのRADIかるコミュニケーション（小森まなみ産休時のピンチヒッター）
- 矢尾一樹のシーバス1-2-3
- 矢尾一樹の電撃1-2-3
- YAOちゃんの『ラジコミ王国』（TOKYO FM、1996年4月 - 1996年10月 パーソナリティ：矢尾一樹、園田英樹）
- YAOちゃんの ラジコミPLAY☆LAND（TOKYO FM、1996年10月 - 1997年10月 パーソナリティ：矢尾一樹、園田英樹、小島朋子）
- アニメイト・ファンファン（FM宮崎）[12]

### Web放送
- 矢尾一樹・平田広明の特講！ヤオヒラ塾（ニコニコ生放送、2011年9月28日 - 2012年10月24日 パーソナリティ：矢尾一樹、平田広明）
- 矢尾一樹の出張!!矢尾ちゃんの部屋（ニコニコ生放送、2015年6月16日 -  パーソナリティ：矢尾一樹）

### CD
- CDシングル ファンタジア（1991年7月12日）
- CDシングル ムーンライトドライバー（1992年9月23日）
- CDシングル NG騎士ラムネ&40DX ワクワク時空 炎の海賊盤1（1993年5月21日）
- Say ハレルヤッ!/DON'T BE A COWARD
- CDシングル 男同志-NAN TONG ZHI-（1997年1月）
- CDミニアルバム Super Lucky Guy（1996年3月21日）
- CDアルバム YAO（1986年11月21日）
- CDアルバム DESTINY28（1988年3月2日）
- CDアルバム BEST ONE（1988年11月21日）
- CDアルバム EVERYTHING MUST CHANGE（1994年8月24日）
- CDアルバム roots（1997年1月22日）

#### ドラマ・歌
- 頭文字D（池谷浩一郎）
- カイザーナックルサウンドトラック（和也）
- 奇談シリーズ（小一郎）
- 機動戦士SDガンダムTOKYO SHUFFLE（唄1曲）
- 紅伝説（緋場炎の唄）
- サクラ大戦歌謡ショウ帝国歌劇団第3回花組特別公演「紅蜥蜴」サウンドアルバム（清流院琴音）
- SONGS FOR DANCOUGAR 獣戦機隊 WITH 花奈
- スーパーロボット大戦Fスペシャル音楽CD
- 天翔凰〜輪廻転生篇〜（來靖）
- トップをねらえ!（スミス・トーレン）
- ドラマCD あやかしコンビニエンス（牛鬼[83]）
- BASTARD!! 暗黒の破壊神（ダーク・シュナイダー）
- ぴーひょろ一家（唄1曲、応援隊々長）
- From TV animation ONE PIECE（ジャンゴ、Mr.2・ボン・クレー、フランキー）
  - グランドバトル!2
  - DREAM COME TRUE「またね featuring ルフィ、ナミ、ゾロ、ウソップ、サンジ、チョッパー、ロビン、フランキー、ヒルルク、くれは」
  - ビンクスの酒
  - ブルックと麦わら一味の音楽会
  - サウザンドサニー号ソングCD
  - ニッポン縦断! 47クルーズCD in 宮城 ボン・クレー[Mr.2]
  - ニッポン縦断! 47クルーズCD in 長崎 フランキー
- 蓬萊学園の初恋!（神酒坂兵衛）
- 魔境外伝レディウス(唄1曲)
- 魔狼王風雲伝（陣内焔）
- 燃える!お兄さん(唄1曲)
- YAT安心!宇宙旅行（キャプテン・ロック）
- ラムネ&40シリーズ
  - NG騎士ラムネ&40（ダ・サイダー）
  - VS騎士ラムネ&40炎（ダ・サイダー）
    - VS騎士ラムネ&40炎 超天然♥未来形アルバム
    - VS騎士ラムネ&40炎 超天然♥未来形アルバム2 『パラレル・バケーション』
    - VS騎士ラムネ&40炎 超天然♥未来形アルバム3
- Rance 真実のランス（ランス）
- LITTLE SHOP OF K&M（唄3曲）
- レリックアーマーLEGACIAM（唄1曲）

#### オムニバス
- おしゃれ秘セッション・イリューガルブロードキャスト
- おしゃれ秘セッション3フィーリン・グルーヴィ
- Secret Sessions Series#1 OMNIBUS LAUGH
- Secret Sessions Series#4 PRACTICAL JOKE
- 声優グランプリCD Vol.1
- 声優グラフィティー
- ミレニアム・シリーズ タイムカプセルVol.5〜WHO AM 愛…Mou Man Tai〜（2000年9月21日）
- ラジオマガジン2 矢尾一樹&高乃麗

#### その他
- カセット文庫ACC 超獣機神ダンクーガ（藤原忍）
- カセット文庫ACC NG騎士ラムネ&40シリーズ（ダ・サイダー）
- カセット文庫ACC VS騎士ラムネ&40炎シリーズ（ダ・サイダー）
- カセット文庫ACC 機動戦士ガンダムΖΖ（ジュドー・アーシタ）
- サイバーカセットコレクション ぷよぷよ の〜てんSPECIAL（サタンさま、コネコネ大王）
- ビデオ It's say you!! Vol.1「眠れぬ森の美女姉妹」
- ビデオ It's say you!! Vol.2「居酒屋やおちゃん」（店主）
- ビデオ It's say you!! Vol.3「私立・聖アニメ学園大学」
- ビデオ It's say you!! Vol.4「眠れぬ森の美女姉妹」
- ビデオ It's say you!! Vol.5「居酒屋やおちゃん」（店主）
- ビデオ It's say you!! Vol.6「私立・聖アニメ学園大学」
- ビデオ サイレントメビウス外伝 幕末闇婦始末記（坂本竜馬）
- ビデオ 声・優倶楽部＋α?! テレビじゃ見れないスペシャル版 Vol.1
- ビデオ ヴォイスアクター30 Vol.1
- ビデオ ヴォイスアクター SUPER Vol.1
- ビデオ ヴォイスアクター POWERスペシャル Vol.3
- ビデオ 矢尾一樹 WAGAMAMA
- ビデオ パソコンGirl ギャラリービデオ パソモーション 1・2（ナレーション）
- 朗読イベント 「オルゴール・レクイエム」（小一郎）※ 後にDVD化
- TOYAKOマンガ・アニメフェスタ

### テレビドラマ
- 火曜サスペンス劇場（日本テレビ）
  - 受験地獄（1982年）
  - 見えない橋（1984年）
- 熱血あばれはっちゃく 第9話（1982年 - 1983年、テレビ朝日・国際放映） - 家庭教師 役
- 妻は告白する（1983年、TBS）
- HILLBILLY THE KID（1987年、テレビ東京系列）
- 桃色学園都市宣言!! 曙橋みすずや学園（1987年 - 1988年）
- 新幹線物語'93夏（1993年、TBS）
- 家族曲線（1998年、中部日本放送）

### 映画
- HE-LOW THE FINAL（2022年公開予定）

### 舞台
- 黄昏ダンキング
- サクラ大戦歌謡ショウ
  - サクラ大戦歌謡ショウ3紅蜥蜴（1999年8月）（清流院琴音）
  - サクラ大戦歌謡ショウ4アラビアのバラ（2000年7月 - 8月）（清流院琴音）
  - サクラ大戦歌謡ショウ 巴里花組特別ミニライブショウ（2001年8月）（清流院琴音）
  - 帝国歌劇団花組 スーパー歌謡ショウ「新編 八犬伝」（2002年8月）
  - サクラ大戦 帝国歌劇団花組 スーパー歌謡ショウ「新宝島」（2003年8月）（清流院琴音）
- 鈴置洋孝プロデュース
  - 煙が目にしみる（1997年9月、2001年12月）（牧慎一郎）
  - スターダスト（1999年7月）（沢渡哲）
  - 見果てぬ夢（2000年6月）（郷田啓一郎）
- 劇団S.W.A.T!
  - 緑の戦場（MF8）
  - 緑の戦場3〜拝啓、フィリップ・トルシエ様
- WAKUプロデュース
  - Help? 〜せっぱつまった人たち〜（1996年7月）（畑山善男）
  - ばらんたいん とれいん（1998年2月）（桐生忍）
- 劇団すごろく
  - 森<MURI>は生きている（1997年6月）（ジュライ）
- C-ランド
  - Little Wing〜手つかずの空〜（1999年10月）（安田たけし）
- 瀬川組
  - 紅弁天部隊上海へ行く（1993年9月 - 10月）（村尾一郎）
- バーストマン
  - Bondage（1995年4月）（まさお）
- 劇団アソビドラマティック
  - Witch Trial 卒業ライブ殺人事件[84][85]（2020年11月）（KJ夏樹、検事）
- さくら公演企画
  - 月下美人咲く（2022年4月）（配役不明）[86]
- 劇団ノーティーボーイズ
  - Only Stupid They（2024年5月 - 6月）（秋山誠）[87]
- ミュージカル それいけ!アンパンマンミュージカル勇気の花に歌おう（2008年 - 、ホラーマン〈声の出演〉）

### 朗読劇
- 星降る街 2024（2024年7月）[88]

### バラエティ
- コスコスプレプレ
- お願い!ランキング（2011年11月10日・11月17日、テレビ朝日） - 雄二のぶっちゃけ部屋
- NEERのガチ男宣言（2016年5月7日、千葉テレビ） - ナレーション

### CM
- トヨタ自動車 トヨタ・スターレット（1989年、1990年） - ナレーション
- バンダイ「SDガンダム外伝 ラクロアンヒーローズ」（1990年） - ナレーション
- 集英社（週刊少年ジャンプ）（1990年）
- コニカ「撮りっきりコニカ」（1991年） - ナレーション[89]
- バンダイ「DX 瞬間変化ニンジャマン」（1994年） - ナレーション
- バンダイ「ビーファイターカブト アクションファイターシリーズ」（1996年） - ナレーション
- バンダイ「ONE PIECE トレジャーバトル!」（2002年） - Mr.2・ボン・クレー
- バンダイ「機動戦士ガンダム ガンダムvs.Ζガンダム」（2004年）
- バンダイ「ガンプラ」（2005年） - ナレーション
- カプコン「流星のロックマン2」（2007年） - ナレーション
- ニッサン「新ニッサン セレナ」（2010年12月） - フランキー
- イオングループ「東海・長野地区限定 GO!GO!カーニバル」（2015年4月） - ナレーション
- ズームイン!!朝! 集英社宣伝コーナー - 顔出し出演

### PRアニメーション
2015年
- 鳥取県八頭町PRアニメK・I・S・E・K・I・R・E・I〜キ・セ・キ・レ・イ〜（岡崎シゲル / やずぴょん）

### パチスロ
- 回胴黙示録カイジ（伊藤開司〈カイジ〉）
- ゲゲゲの鬼太郎 ブラック鬼太郎の野望（ねずみ男）

### その他コンテンツ
- ウソップランド
- ガシャポン「サウンドロップコンパクト ONE PIECE2」（フランキー）
- 機動戦士ガンダム ガンダムvs.Ζガンダム PV（ジュドー・アーシタ）
- サンリオピューロランド内「夢のタイムマシン」上映「ONE PIECE 3D 激走!トラップコースター」（フランキー）
- 超獣機神ダンクーガ 獣戦機隊やってやるぜライブ（藤原忍）
- テニスの王子様〜青春学園庭球祭'03〜（司会者）
- 蜜月（宇宙企画）
- ヤンさんと日本の人々（加藤太郎）
- トイズ・ボックス '93年度代々木アニメーション学院東京校&ひがし校卒業制作（ウルトラヘブン[90]）

## 代役・後任
2024年からは、一部の作品で持ち役を交代している。矢尾の代役・後任は以下の通り。
| 代役・後任 | 役名               | 作品                      | 代役・後任の初出演                            |
| ---------- | ------------------ | ------------------------- | --------------------------------------------- |
| 立木文彦   | 語り手             | 朗読劇「星降る街2024」    | 7月7日公演回                                  |
| KENN       | ジュドー・アーシタ | 『機動戦士ガンダムΖΖ』    | 「機動戦士ガンダム U.C. ENGAGE」              |
| 高木渉     | ジャンゴ           | 『ONE PIECE』             | 第1121話                                      |
| 木村昴     | フランキー         | 『ONE PIECE』             | 第1123話                                      |
| 岡本幸輔   | ホラーマン         | 『それいけ!アンパンマン』 | 『それいけ!アンパンマン チャポンのヒーロー!』 |